# Cyphia
Cyphia är ett släkte av klockväxter. Cyphia ingår i familjen klockväxter.

## Bildgalleri

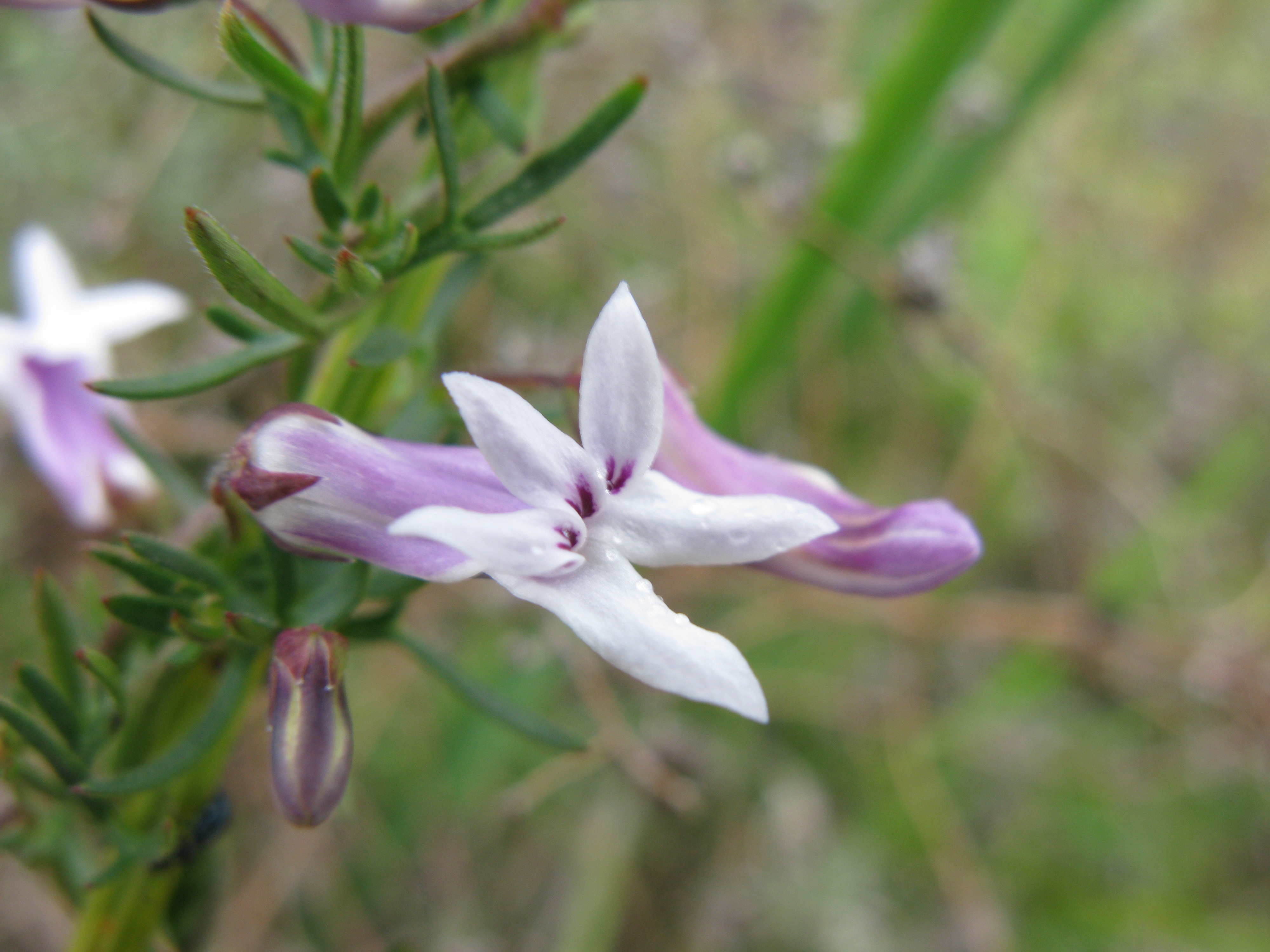

## Dottertaxa tillCyphia, i alfabetisk ordning[1]
- Cyphia alba
- Cyphia alicedalensis
- Cyphia angustifolia
- Cyphia aspergilloides
- Cyphia basiloba
- Cyphia belfastica
- Cyphia bolusii
- Cyphia brachyandra
- Cyphia brevifolia
- Cyphia brummittii
- Cyphia bulbosa
- Cyphia comptonii
- Cyphia corylifolia
- Cyphia couroublei
- Cyphia crenata
- Cyphia decora
- Cyphia deltoidea
- Cyphia digitata
- Cyphia elata
- Cyphia erecta
- Cyphia eritreana
- Cyphia galpinii
- Cyphia gamopetala
- Cyphia georgica
- Cyphia glabra
- Cyphia glandulifera
- Cyphia heterophylla
- Cyphia incisa
- Cyphia lasiandra
- Cyphia linarioides
- Cyphia longiflora
- Cyphia longifolia
- Cyphia longilobata
- Cyphia longipedicellata
- Cyphia maculosa
- Cyphia mafingensis
- Cyphia mazoensis
- Cyphia natalensis
- Cyphia nyikensis
- Cyphia oligotricha
- Cyphia pectinata
- Cyphia persicifolia
- Cyphia phillipsii
- Cyphia phyteuma
- Cyphia ramosa
- Cyphia reducta
- Cyphia revoluta
- Cyphia richardsiae
- Cyphia rogersii
- Cyphia rupestris
- Cyphia salteri
- Cyphia schlechteri
- Cyphia smutsii
- Cyphia stenodonta
- Cyphia stenopetala
- Cyphia stenophylla
- Cyphia stheno
- Cyphia subtubulata
- Cyphia sylvatica
- Cyphia tenera
- Cyphia transvaalensis
- Cyphia triphylla
- Cyphia tysonii
- Cyphia ubenensis
- Cyphia undulata
- Cyphia volubilis
- Cyphia zeyheriana